# Нефропротекция (ренопротекция)
Нефропроте́кция — комплекс различных мер, включая лекарственную терапию, диету и модификацию образа жизни, направленных на сохранение функции почек или торможение скорости её снижения независимо от основного заболевания. Нефропротективные меры обязательны при заболеваниях почек, сердечно-сосудистых заболеваниях (включая гипертензию), дислипидемиях, при диабете 1 и 2 типа, а также при некоторых других заболеваниях с целью предотвращения или резкого торможения нарастания хронической почечной недостаточности, приводящей к почечной смерти и необходимости диализа и трансплантации почек.
Основные механизмы прогрессирования почечной недостаточности можно разделить на четыре группы, в зависимости от мер, принимаемых для их предотвращения или торможения:
Поддающиеся лекарственной терапии:
Гиперактивация ренин-ангиотензин-альдестероновой системы:
- протеинурия, ключевой и критический фактор,
- гипертензия, то есть внутриклубочковая гипертензия,
- гиперпродукция ангиотензина II в юга,
- избыток альдостерона в организме и вызванная им задержка натрия, его профибротический профиль,

Основной упор при снижении внутриклубочковой гиперфильтрации, уровня активности ренина, ангиотензина II, альдостерона, а также для снижения протеинурии (помимо лечения основного заболевания, приводящего к прогрессированию дисфункции почек) делается на блокаду ренин-ангиотензин-альдостероновая системы (РААС), которая достигается регулярным и долгосрочным (пожизненным) приемом ингибиторов ангиотензин-превращающего фермента, иАПФ) или блокаторов AT1-ангиотензиновых рецепторов или блокторов ренина на фоне диеты с ограничением поваренной соли. Действие данных препаратов имеет нефропротективный характер благодаря снижению внутриклубочковой гипертензии и нефросклероза, то есть даже в случае нормального уровня системного артериального давления.
- гиперлипидемия, как фактор эндотелиальной дисфункции
- гипергомоцистенимия,
- повышенное содержание инсулина в крови (резистентность к инсулину),
- анемия,
- понижения уровня калия в крови,
- увеличения уровня прокоагулянтов в крови.
- гиперфосфатемия (тенапанор).

Поддающиеся коррекции путём специальной диеты:
- избыточное потребление соли,
- избыточное потребление белка в пище (устаревшие представления и потерявшие актуальность на фоне блокады раас).

Поддающиеся коррекции путём изменения образа жизни:
- курение,
- регулярное употребление нестероидных противовоспалительных препаратов,
- наличие избыточного веса.

Не поддающиеся коррекции:
- пол (более высокий риск у мужчин),
- раса (более высокий риск у афроамериканцев, латиноамериканцев и азиатов).

Цели нефропротективной терапии заключаются в поддержании следующих показателей:
- протеинурия: менее 0,3 г/сутки (данный уровень считается непрогрессивным и является конечной целью нефропротекции!!!)
- снижение артериального давления до 140/90, при наличии выраженной альбуминурии до 130/80,  а снижения систолического АД менее 120 мм рт. ст. следует избегать (т.к. гипотония также неблагоприятна для почек)[1]
- микроальбуминурия (для страдающих диабетом) — до 50 мг/сутки,
- липопротеины низкой плотности в крови: менее 100 мг/дл (один из второстепенных факторов риска)
- липопротеины низкой плотности и липопротеины очень низкой плотности в крови: менее 130 мг/дл (один из второстепенных факторов риска)
- гликированный гемоглобин: менее 7 % (для страдающих диабетом).

Помимо этого необходимо:
- прекратить табакокурение,
- ограничить потребление соли до 3—5 г (такое количество указывается исходя из общих соображений и при необходимости может снижаться) в сутки (включая готовые продукты),
- ограничить потребление белка в пище до 0,6—0,8 г на кг идеального веса в сутки (в пересчете на чистый белок), (только как мера против гиперазотемии/уремии и в большинстве избыточно)
- избегать употребления нестероидных противовоспалительных препаратов без специальной необходимости,
- снизить избыточный вес.